# Tírvia
Tírvia est une commune de la comarque du Pallars Sobirà dans la province de Lérida en Catalogne (Espagne).

## Géographie
Commune située dans les Pyrénées. La Noguera de Vallferrera y conflue avec la Noguera de Cardós à 1 800 m d'altitude.
|          | Vall de Cardós | Alins   |
| Llavorsí | Tirvia         |         |
| Llavorsí |                | Farrera |